# Proces w Riom

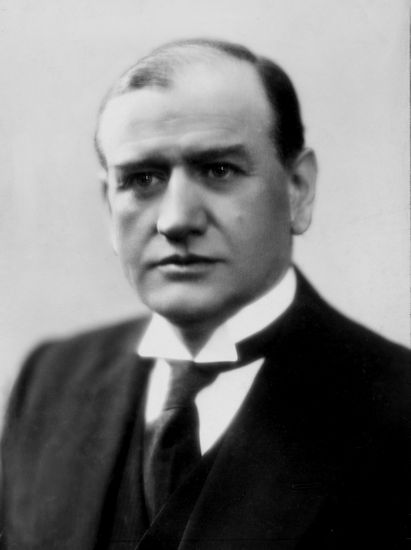
Édouard Daladier, jeden z podsądnych w procesie w Riom

Proces w Riom (fr. Procès de Riom) – pokazowy proces polityczny przeprowadzany przez władze Republiki Vichy. Proces odbył się w Riom w środkowej Francji i trwał od 19 lutego 1942 do 21 maja 1943 roku. Na ławie oskarżonych zasiedli czołowi politycy i wojskowi III Republiki Francuskiej. Celem władz Vichy było przypisanie im odpowiedzialności za klęskę Francji w kampanii 1940 roku i usprawiedliwienie własnej kolaboracji z Niemcami. 
30 lipca 1940 roku dekretem wydanym przez stojącego na czele Republiki Vichy marszałka Philippe Pétaina utworzony został Najwyższy Trybunał Sprawiedliwości (Cour suprême de justice). Otrzymał on uprawnienia do sądzenia czołowych dygnitarzy przedwojennych władz francuskich i oceny, w jakim stopniu ich błędy i zaniedbania przyczyniły się do klęski Francji wojnie z Niemcami. Okres badany przez sąd to lata 1936–1940. 
Idea procesu, popierana była początkowo przez Niemców, którzy liczyli na wykazanie, że odpowiedzialność za wybuch wojny spoczywa na Francji, która oficjalnie wypowiedziała wojnę Niemcom 3 września 1939 roku, a nie na polityce kanclerza Niemiec Adolfa Hitlera. 
Oskarżyciele nie osiągnęli zakładanych celów, bowiem nie udało się przedstawić odpowiednich dowodów, a przywołani przed sąd świadkowi wspierali zeznania podsądnych. Dodatkowo forma oskarżenia urągała ówczesnym zasadom prawa (np. że prawo nie działa wstecz). Na potrzeby procesu tworzono bowiem naprędce nowe przepisy. Ostatecznie proces został zawieszony, a oskarżonych w większości przekazano Niemcom, którzy osadzili ich w obozach jenieckich. 
Republika Vichy skompromitowała się przed światową opinią, gdyż proces obserwowali zagraniczni dziennikarze, relacjonując wydarzenia z Riom jako groteskę ukutą na potrzeby Niemców i francuskich kolaborantów.

## Oskarżeni

### Politycy
- Eduard Daladier
- Paul Reynaud
- Leon Blum
- Georges Mandel
- Robert Jacomet

### Wojskowi
- Maurice Gamelin
- Guy La Chambre